# سوپر جام فوتبال اسپانیا ۲۰۱۸
سوپر جام فوتبال اسپانیا ۲۰۱۸ ۳۲امین دوره سوپر جام فوتبال اسپانیا است که بین قهرمان لا لیگا ۱۸–۲۰۱۷ و نایب‌قهرمان کوپا دل ری ۱۸–۲۰۱۷ برگزار می‌شود.
بر خلاف دوره‌های قبل، این دوره به صورت تک‌بازی و در کشور ثالث برگزار می‌شود.

## جزئیات مسابقه
| سویا       | ۱–۲   | بارسلونا             |
| ---------- | ----- | -------------------- |
| سارابیا ۹' | گزارش | پیکه ۴۲' · دمبله ۷۸' |

| سویا | بارسلونا |